# Frank Montgomery
Frank Montgomery, nato Frank Edward Montgomery (Petrolia, 14 giugno 1870 – Hollywood, 18 luglio 1944), è stato un regista, attore e sceneggiatore statunitense del cinema muto.

## Filmografia
La filmografia - basata su IMDb - è completa. Quando manca il nome del regista, questo non viene riportato nei titoli

### Regista
- White Fawn's Peril
- A Spanish Wooing – cortometraggio (1911)
- The Night Herder – cortometraggio (1911)
- The Right Name, But the Wrong Man – cortometraggio (1911)
- A Frontier Girl's Courage, co-regia di Hobart Bosworth (1911) – cortometraggio (1911)
- For His Pal's Sake – cortometraggio (1911)
- The Cowboy's Adopted Child – cortometraggio (1912)
- The Secret Wedding – cortometraggio (1912)
- A Diplomat Interrupted – cortometraggio (1912)
- The Bandit's Mask – cortometraggio (1912)
- The Test – cortometraggio (1912)
- The Little Stowaway – cortometraggio (1912)
- A Mysterious Gallant – cortometraggio (1912)
- A Broken Spur – cortometraggio (1912)
- As Told by Princess Bess – cortometraggio (1912)
- The Shrinking Rawhide – cortometraggio (1912)
- A Crucial Test – cortometraggio (1912)
- The Girl of the Lighthouse – cortometraggio(1912)
- The 'Epidemic' in Paradise Gulch – cortometraggio (1912)
- The Junior Officer – cortometraggio (1912)
- Tenderfoot Bob's Regeneration – cortometraggio (1912)
- Darkfeather's Strategy – cortometraggio (1912)
- The End of the Romance – cortometraggio (1912)
- The Hand of Fate – cortometraggio (1912)
- A Humble Hero – cortometraggio (1912)
- The Lost Hat – cortometraggio (1912)
- Goody Goody Jones – cortometraggio (1912)
- The Captain of the 'Nancy Lee' – cortometraggio (1912)
- The Sheriff of Stoney Butte
- For Love, Life and Riches (1912)
- A White Indian
- The Massacre of Santa Fe Trail (1912)
- At Old Fort Dearborn; or, Chicago in 1812
- When Uncle Sam Was Young
- Star Eyes' Stratagem (1912)
- The Sheriff's Adopted Child
- A Daughter of the Redskins
- A Red Man's Love (1912)
- A Blackfoot Conspiracy
- Trapped by Fire
- The Half-Breed Scout
- The Massacre of the Fourth Cavalry
- Big Rock's Last Stand
- An Apache Father's Vengeance
- Mona of the Modocs
- The Song of the Telegraph
- The Red Girl's Sacrifice
- Owana, the Devil Woman (1913)
- The Spring in the Desert (1913)
- An Indian's Gratitude – cortometraggio (1913)
- Apache Love (1913)
- Mona (1913)
- The Snake (1913)
- Darkfeather's Sacrifice (1913)
- Juanita (1913)
- When the Blood Calls (1913)
- The Oath of Conchita (1913)
- The Love of Men
- A Forest Romance
- For the Peace of Bear Valley (1913)
- The Struggle, co-regia di Jack Conway (1913)
- Justice of the Wild (1913)
- An Indian's Honor, co-regia di Jack Conway (1913)
- Against Desperate Odds
- An Indian Maid's Strategy
- The Long Portage
- A Dream of the Wild
- Indian Blood (1914)
- Red Hawk's Sacrifice
- The Paleface Brave
- The Indian Ambuscade
- Indian Fate
- An Indian's Honor (1914)
- The Tigers of the Hills
- His Indian Nemesis
- The Navajo Blanket
- The Fight on Deadwood Trail
- Grey Eagle's Last Stand
- The War Bonnet
- The Bottled Spider
- The Coming of Lone Wolf
- The Call of the Tribe
- The Squaw's Revenge (1914)
- Brought to Justice
- The Gypsy Gambler
- Lame Dog's Treachery
- The Fate of a Squaw
- Defying the Chief
- The Indian Agent
- Grey Eagle's Revenge
- At the End of the Rope
- Kidnapped by Indians
- The Cave of Death
- The Gambler's Reformation
- The Fuse of Death
- The Moonshiners – cortometraggio (1914)
- The Vanishing Tribe (1914)
- The Legend of the Amulet
- The Vengeance of Winona
- Priest or Medicine Man?
- The Indian Suffragettes
- Her College Experience
- The Son of the Dog – cortometraggio (1915)
- The Rajah's Sacrifice
- The Woman, the Lion and the Man
- Stanley's Search for the Hidden City
- Stanley's Close Call
- The White King of the Zaras
- Stanley at Starvation Camp
- Stanley and the Slave Traders
- Stanley Among the Voodoo Worshipers
- Stanley in Darkest Africa, co-regia Jack Bonavita (1915)
- The Winning of Jess
- Starlight's Message
- Seeds of Jealousy (1916)
- The Spirit of '76 (1917)
- The Red Goddess
- The Crimson Arrow
- The Hidden Danger

### Attore
- In the Sultan's Power, regia di Francis Boggs – cortometraggio (1909)
- A Cheyenne's Love for a Sioux
- Black and White
- Aladdin Jones
- Two Knights of Vaudeville
- Money Talks in Darktown
- Her Debt of Honor, regia di William Nigh (1916)
- The Kiss of Hate, regia di William Nigh (1916)
- Notorious Gallagher; or, His Great Triumph , regia di William Nigh (1916)
- The Brand of Cowardice, regia di John W. Noble (1916)
- The Awakening of Helena Ritchie, regia di John W. Noble (1916)
- A Natural Born Shooter
- A Magdalene of the Hills, regia di John W. Noble (1917)
- The Call of Her People, regia di John W. Noble (1917)
- Under Suspicion, regia di Will S. Davis (1918)
- Forest Rivals
- Cardigan, regia di John W. Noble (1922)
- The Man Who Paid, regia di Oscar Apfel (1922)
- The Man from Beyond, regia di Burton L. King (1922)
- Floodgates
- Who's Cheating?
- Notte nuziale (A Sainted Devil), regia di Joseph Henabery (1924)
- The Mad Dancer
- Red Love
- Children of the Whirlwind
- La danzatrice dei tropici (Aloma of the South Seas), regia di Maurice Tourneur (1926)
- So's Your Old Man, regia di Gregory La Cava (1926)
- I fanciulli del West (Way Out West), regia di James W. Horne (1937)

### Sceneggiatore
- The Night Herder, regia di Frank Montgomery – cortometraggio (1911)
- The Right Name, But the Wrong Man, regia di Frank Montgomery – cortometraggio (1911)
- The Cowboy's Adopted Child, regia di Frank Montgomery – cortometraggio (1912)
- The Secret Wedding, regia di Frank Montgomery – cortometraggio (1912)
- A Mysterious Gallant, regia di Frank Montgomery – cortometraggio (1912)
- A Crucial Test, regia di Frank Montgomery – cortometraggio (1912)
- The 'Epidemic' in Paradise Gulch, regia di Frank Montgomery – cortometraggio (1912)